# Richard Bernabe
Richard A. Bernabe ist ein amerikanischer Landschafts-, Natur- und Reisefotograf und Autor mehrerer Bücher.

## Leben
Seine Fotografien erschienen unter anderem in The National Geographic Society, Audobon, The Sierra Club, National Parks, Outdoor Photographer und Popular Photography. Die Liste seiner Firmenkunden beinhaltet Canon, Patagonia, Orvis, REI, Apple, Microsoft, American Express und viele mehr. 
Richard Bernabe ist zudem ein international gebuchter Lehrer und Referent rund um die Themen Fotografie, Abenteuerreise und Natur. 
Im Jahr 2005 erhielt er von Trout Unlimited den National Conservation Award.

## Werke
- Richard A. Bernabe, Ian J. Plant: The ultimate guide to digital nature photography. Mountain Trail Photo, Johnson City, TN, USA 2009, ISBN 978-0-9799171-8-9.
- Richard A. Bernabe: 50 amazing things you must see & do in the Smoky Mountains : the ultimate outdoor adventure guide. Mountain Trail, Johnson City, TN, USA 2010, ISBN 978-0-9821162-4-1.
- Richard A. Bernabe: South Carolina: Wonder & light. Mountain Trail Press, Johnson City, TN, USA 2006, ISBN 978-0-9770808-8-5.
- Jerry D. Greer, Richard A. Bernabe, Ian J. Plant: Blue Ridge Parkway : an extraordinary journey along the world's oldest mountains. Mountain Trail, Johnson City, TN, USA 2010, ISBN 978-0-9844218-0-0.
- Richard A. Bernabe, Jerry D. Greer, Charles W. Maynard: Great Smoky Mountains High & Wild. Mountain Trail, Johnson City, TN, USA 2011, ISBN 978-0-9844218-4-8.
- Richard A. Bernabe, Jarosław Zachwieja, Przemysław Imieliński et al.: Fotografia przyrodnicza i krajobrazowa. Galaktyka, Łódź, Polen 2010, ISBN 978-83-7579-110-5.